# Интервью (остров)
Интервью (англ. Interview Island) — один из Андаманских островов, площадью 101 км². Согласно административному делению Индии, остров является частью района Маябундер.

## История
Единственный маяк на острове пострадал от цунами, вызванного катастрофическим землетрясением 2004 года в Индонезии. Позже он был отремонтирован.
 До 2015 года на острове существовала станция наблюдения за птицами с постоянным населением, которая располагалась на западе острова возле маяка. Из-за нехватки бюджета станция перестала работать.

## География
Является частью одноимённой группы островов. Располагается к западу от пролива, разделяющего Северный и Средний Андаманы. Высота острова небольшая, достигает 113 метров в самой высокой части — заросшем лесом плато.

## Фауна
На острове проживает 80-90 диких слонов, которых завезли с материка для лесохозяйственных работ.

## Демография
Единственная деревня на острове расположена в восточной его части. Согласно переписи населения 2011 года, на острове проживает одна семья, при этом уровень грамотности населения (исключая детей моложе 6 лет) составляет 100 %.